# Литва
Литва́ (лит. Lietuva), офіційна назва Лито́вська Респу́бліка (лит. Lietuvos Respublika) — держава в Балтійському регіоні Північної Європи. Одна з трьох країн Балтії. Країна розташована уздовж південно-східного берега Балтійського моря, на схід від Швеції та Данії. На півночі Литва межує з Латвійською Республікою (протяжність кордону 610 км) на сході — з Білоруссю (протяжність кордону 724 км), на південному заході — з Калініградською обл. Російської Федерації (протяжність кордону 303 км), на півдні — з Польщею (протяжність кордону 110 км). Станом на 2021 рік у Литві проживає 2 мільйони 795 тисяч 175 осіб. Столиця і найбільше місто — Вільнюс. Інші великі міста: Каунас і Клайпеда. Найчисельніша етнічна група держави — литовці, один з балтійських народів. Офіційна мова — литовська.
Протягом століть південно-східні береги Балтійського моря були заселені різними балтійськими племенами. У 1230-х роках Литовські землі були об'єднані Міндовгом, і 6 липня 1253 року було створене Королівство Литви. Упродовж XIV ст. Велике князівство Литовське було найбільшою країною Європи; нинішня Литва, Білорусь, Україна, а також частини Польщі та Росії були територіями Великого князівства. З Люблінською унією 1569 року Литва та Польща утворили добровільну дводержавну персональну унію — Річ Посполиту. Річ Посполита проіснувала більше двох століть, поки сусідні країни її систематично не демонтували з 1772 по 1795 рік, Російська імперія у кінцевому результаті анексувала більшу частину території Литви.
Наприкінці Першої світової війни, 16 лютого 1918 року було підписано Акт про незалежність Литви, який оголосив про заснування сучасної Литовської Республіки. У розпал Другої світової війни Литву спочатку окупували Радянський Союз, а потім нацистська Німеччина. Наприкінці Другої світової війни німці відступили, і Радянський Союз знову зайняв Литву. 11 березня 1990 року, за рік до офіційного розпуску Радянського Союзу, Литва стала першою державою Балтії, яка оголосила себе незалежною, в результаті чого відновилася незалежна Литовська держава.
Литва — розвинена економіка з високим рівнем доходу і дуже високим показником людського розвитку, дуже високим рівнем життя, і має високі показники громадянських свобод, свободи преси, свободи Інтернету, демократичного управління та миролюбності. Литва є членом Європейського Союзу, Ради Європи, єврозони, Шенгенської угоди, НАТО, ОЕСР та Північного інвестиційного банку.

## Походження назви
Перша відома згадка назви Литва (лит. Lietuva) — розповідь про святого Бруно 9 березня 1009 року в Кведлінбурзькому літописі. Літопис зафіксував латинізовану форму назви Lietuva: Litua (вимовляється [litua]). Через відсутність достовірних доказів справжнє значення назви невідоме. На сьогодні вчені все ще дискутують про значення цього слова, існує кілька правдоподібних версій.

## Історія

### Стародавня історія
Поява на території Литви перших людей відбулася на початку сучасного періоду голоцену кайнозойської ери (10—8 тис. років до н. е.). Майже до 8-го тисячоліття до н. е. тут панувала культура епіпалеоліту. У 7—6-го тисячолітті до н. е. на більшій частині сучасної Литви сформувалася культура мезоліту. Неоліт розпочався тут пізніше за час свого закінчення на території південної Месопотамії (IV ст. до н. е.). Бронзові вироби з'явилися на території Литви у другій чверті 2 тисячоліття до н. е., проте їх місцеве виробництво почалося тільки близько 1500 року до н. е. Залізна доба на території Литви тривала до середини 1 тисячоліття н. е.

### Додержавницький період

#### Балтійські племена
В основі етногенезу литовців — процеси розвитку древніх балтійських (летто-литовських) племен, аукштайтів і жемайтів, а також ятвяги, частина земгалів, куршів і селів. Жемайти й аукштайти ще й досі є окремими етнографічними групами литовців, що суттєво відрізняються мовою і культурою.
Литовці (самоназва — летувяй) належать до балтійських народів. Вважають, що назва Литви походить від назви річки Летава (Летавка), притоку річки Няріс. Вона протікає приблизно за 25 км від містечка Кярнаве, що був важливим політичним центром давньої Литви, східної частини країни. Литва була однією з останніх язичницьких держав Європи. Литовці шанували сили природи, різноманітних богів і священні рослини. Вони запалювали вічний вогонь, померлих спалювали.
Предки литовців, балти, проживали на узбережжі Балтійського моря вже в II тисячолітті до нашої ери. Уперше про них згадує римський історик Тацит у праці «Германія». Територія, на якій жили балти, простягалася від Вісли до Даугави і від Балтійського моря до Дніпра. З часом балти розділилися на різні племена, серед яких були курші, жемайти, аукштайти, литовці, йотвинги (ятвяги), прусси, сели, скалви, латгали, земгали. Основою формування литовської нації були племена аукштайтів і жемайтів, а також частково куршів, земгалів і селів.
Перша згадка про Литву міститься у Кведлінбурзьких анналах під 1009 роком (14 лютого), в повідомленні про трагічну загибель від рук язичників архієпископа Боніфація, який був направлений польським королем Болеславом Хоробрим проповідувати християнство в землях йотвингів. Ці землі були об'єктом суперечки між Болеславом і Київським князем Володимиром, що вже в 983 р. змусив йотвингів визнати свою владу над ними.
У IX ст. і X ст. предки литовців займалися переважно полюванням, рибальством, зрідка рільництвом; є згадки про бортництво і тваринництво, особливо на вирощування коней, яких вживали в їжу. Торгові відносини в литовців були з містами слов'яно-балтійського Помор'я і з землею кривичів: вони міняли шкури, хутра, віск на металеві вироби та зброю. Серед литовців рано зустрічаються зачатки станів: існували роди, які володіли численною невільною челяддю; з цих родів обиралися місцеві князі (Кунігаса). Рабами (невільна челядь) були в основному військовополонені. Жрецький стан не становив особливої касти, він мав величезне значення в народі і був досить численним. Жерці у литовців називалися вайделотами (лит. Vaidila), були і жриці вайделотки. Богам своїм литовці жертвували тварин, а в урочистих випадках — і людей. При похоронах знать спалювали разом з улюбленими предметами і рабами.
До XIII ст. у предків литовців не було об'єднувальної політичної влади, як не було й об'єднувальних центрів-міст. У другій половині XIII століття в джерелах згадуються окремі вожді, але влада їх поширювалася лише на незначну територію, або на сільську округу.
Ще в XII ст. з моменту заснування факторії Любецьких купців у гирлі Двіни, почалася німецька військова експансія на територію сучасної Латвії та Литви. 22 вересня 1236 року відбулася історична перемога жемойтських військ над мечоносцями під Шяуляєм, в результаті чого німецький тиск з півночі було зупинено більше ніж на десятиліття.

### Литовське князівство

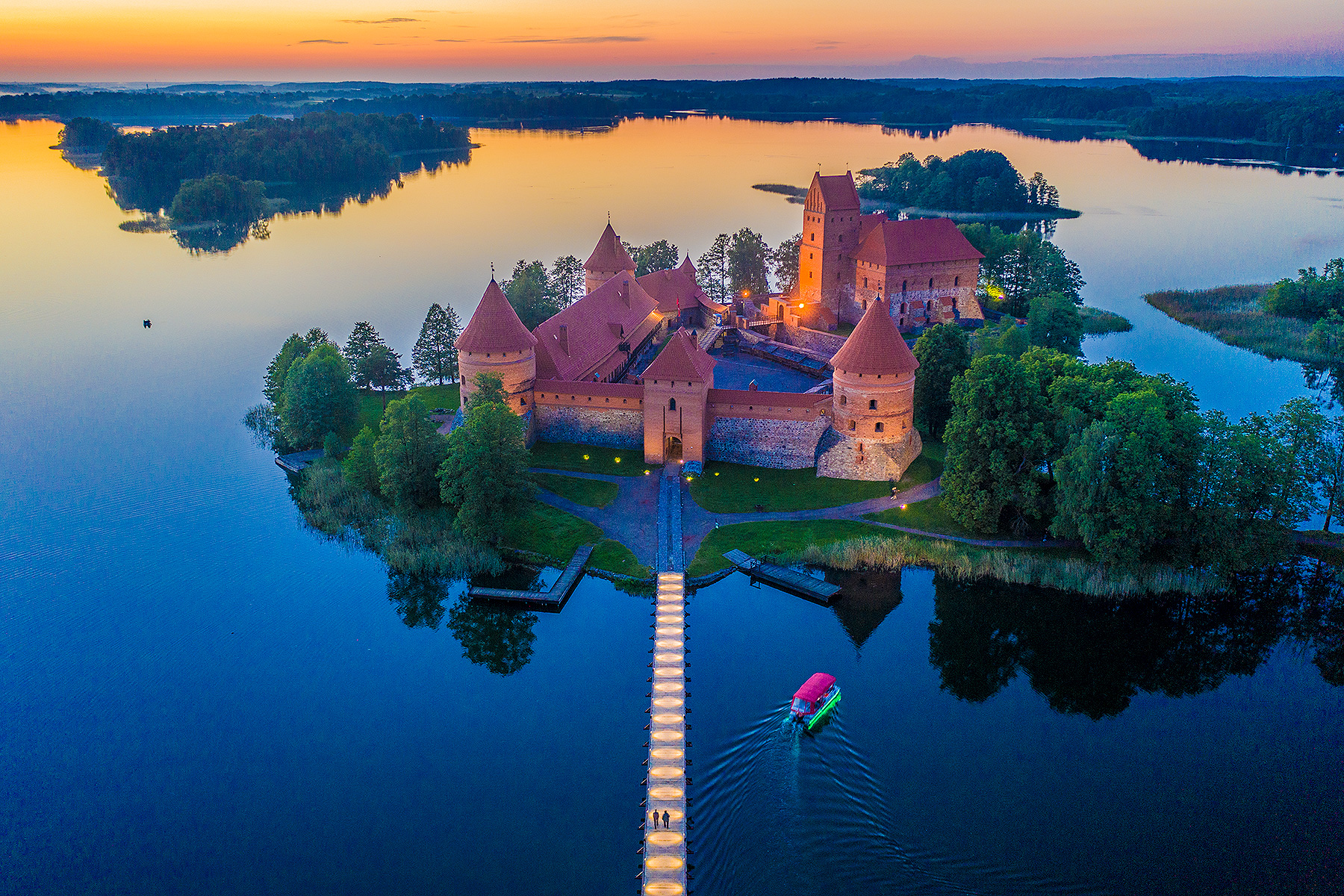
Тракайський замок

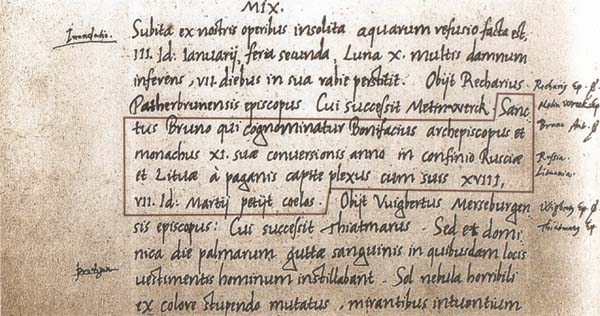
Ім'я Литви у письмовій формі, 1009

Історія державності Литви починається з короля Міндовга, якому на початку XIII ст. вдалося об'єднати литовські і деякі інші племена. Міндовг прийняв християнство в 1251 році. За це у 1253 році він одержав від папи Інокентія IV королівську корону, але визнав васальну залежність Литви від римської курії. Період його правління був відзначений великими військовими походами, під час яких були приєднані деякі землі, на яких проживали слов'янські племена. Міндовг був гарним дипломатом, особливо проводячи переговори з Тевтонським орденом, який багато разів нападав на литовські землі. Литовська держава, посилена реформами Міндовга, здобула міжнародне визнання і новий титул. У 1253 році Міндовга коронували королем Литви.
1413 року, після підписання Городельської унії, Вітовтом була проведена адміністративна реформа, в результаті якої Литовське князівство припинило своє існування, ставши частиною новоствореного Віленського воєводства ВКЛ.

Грюнвальдська битва з Вітовтом в центрі

У період найбільшої могутності Литва включала територію нинішньої Білорусі, велику частину сучасної України, частину західноросійських земель і тягнулася від Балтійського до Чорного моря. В умовах боротьби з хрестоносцями відбувся вступ Великого князівства Литовського у союз із Польським королівством шляхом укладання Кревської унії (1385).

### Річ Посполита
У 1569 Литва і Польща об'єдналися в двоєдину державу — Річ Посполиту — Республіку Обох Народів.

### У складі Російської імперії
Наприкінці XVIII ст. держава була розділена між Росією, Австрією і Прусією, причому велика частина території Литви увійшла до складу Російської імперії.
Під час Революції 1905—1907 років був створений литовський парламент, деякі члени якого опинилися в еміграції. Один з таких, Юозас Ґабріс, спільно з українською еміграцією створив в Парижі «Союз народів», що мав на меті сприяти національному самовизначенню східноєвропейських народів. Після розпаду Російської імперії Литва здобула незалежність, що було закріплено договором між РРФСР і Литовською Республікою 12 липня 1920.

### Незалежність
16 лютого 1918 року Литовська Таріба (Lietuvos Taryba, згодом — Державна Рада Литви) — прийняла Акт про незалежність, за яким литовський народ проголошував відновлення своєї незалежності. Після цього Литва проіснувала 20 років. У 1990 році стала ще раз незалежною.

### Окупація
У 1940 році Литва була окупована радянськими військами та анексована СРСР. 21 липня 1940 року відбулися засідання «новообраних парламентів» Литви, Латвії, Естонії, учасники яких проголосили радянську владу в республіках та звернулися до Верховної Ради СРСР з проханням про прийняття до складу Союзу РСР. У 1941—1944 роках окупована німецько-нацистськими військами, з 1945 — знову стала частиною СРСР.
У 1940—1950-х литовські партизани боролися проти радянської влади. Національні виступи почалися в 1970-х, загострившись наприкінці 1980-х.

### Відновлення незалежності
Відновлення Незалежности проголошено 11 березня 1990 року. 26 серпня 1991 року Україна та Республіка Польща визнали незалежність Литви, 6 вересня це зробив СРСР. До складу ООН і ОБСЄ ввійшла в 1992.
31 травня 2001 року Литва приєдналася до Світової організації торгівлі (СОТ). З 29 березня 2004 року Литва є частиною НАТО. 1 травня 2004 року вона стала повноправним членом Європейського Союзу, а 21 грудня 2007 року — членом Шенгенської угоди. 1 січня 2015 року Литва приєдналася до єврозони та прийняла єдину валюту Європейського Союзу як остання з країн Балтії. 4 липня 2018 року Литва офіційно приєдналася до ОЕСР.
Даля Грибаускайте стала першою жінкою-президентом Литви (2009–2019) і першим президентом, переобраним на другий термін поспіль.
24 лютого 2022 року Литва оголосила надзвичайний стан у відповідь на повномасштабне російське вторгнення в Україну. Разом із вісьмома іншими державами-членами НАТО країна також застосувала статтю 4 Альянсу для проведення консультацій з питань безпеки. 11–12 липня 2023 року у Вільнюсі відбувся саміт НАТО-2023. Уряд Литви ухвалив рішення 0,25% ВВП направити на допомогу Україні.

## Географія
Литва є найбільшою за площею та кількістю населення державою з трьох балтійських країн. Розташована на відрогах Східноєвропейської рівнини, сьогоднішній ландшафт сформувався в останній Льодовиковий період і має рівнинний характер з невисокими моренами. У Литві є понад 3 000 озер, розташованих в основному в східних частинах країни. Найбільша річка — Німан (лит: Nemunas, біл: Нёман). З заходу країну омиває Балтійське море. Клімат повільно переходить від морського на узбережжі в континентальний на сході країни з вологими і помірними зимою та літом. Лісами вкриті близько 30 % території.
За розрахунками деяких сучасних географів біля литовського села Пурнушкес (26 км на північ від Вільнюса) знаходиться географічний центр Європи (54°54′ пн. ш. 25°19′ сх. д. / 54.900° пн. ш. 25.317° сх. д.).
Литва поділяється на чотири великі етнографічні регіони:
- Аукштайтія (Аукштота; Верхня Литва; лит. Aukštaitija, пол. Auksztota, біл. Аўкштота)
- Жемайтія (Жмудь, Самоґітія, Нижня Литва, лит. Žemaitija, пол. Żmudź, біл. Жмудзь)
- Сувалкія (лит. Suvalkija, пол. Suwalszczyzna, біл. Сувалкія)
- Дзукія (лит. Dzūkija, пол. Dzukija, біл: Дзукія)

П'ятим регіоном можна вважати Малу Литву (лит. Mažoji Lietuva, пол. Mała Litwa, біл. Малая Летува) або, як її ще називають, Клайпедський край (лит. Klaipėdos kraštas, пол. Kraj Kłajpedzki).

## Населення

### Мови
Державною та найпоширенішою мовою є литовська. Окрім неї населенням також використовуються такі мови:
- російська — близько 344 000 осіб
- польська — 258 000—400 000 осіб
- білоруська — близько 63 000 осіб
- українська — близько 45 000 осіб
- татарська — близько 5 100 осіб (див. Татари-липки)
- їдиш — близько 4 000 осіб
- латиська — близько 4 000 осіб
- караїмська — 120 осіб[21]

Більшість росіян з'явилась у Литві після Другої світової війни і після початку другої окупації балтійських країн Радянським Союзом. Також у 1940—1950-ті роки через належність місцевого населення до антирадянського руху опору (відомий як Лісові брати) багато з литовців, латишів та євреїв було депортовано до Сибіру та малозаселених територій. Сьогодні спостерігається зворотна тенденція: серед литовців російською добре володіють старші люди, у той як час молодь значно краще володіє англійською.
За даними перепису 2021 року, литовську мову рідною назвали 85,33 % населення Литви, російську — 6,79 %, польську — 5,12 %, білоруську — 0,24 %, українську — 0,17 %, інші мови — 0,61 %, дві мови — 1,75 %.

### Релігія

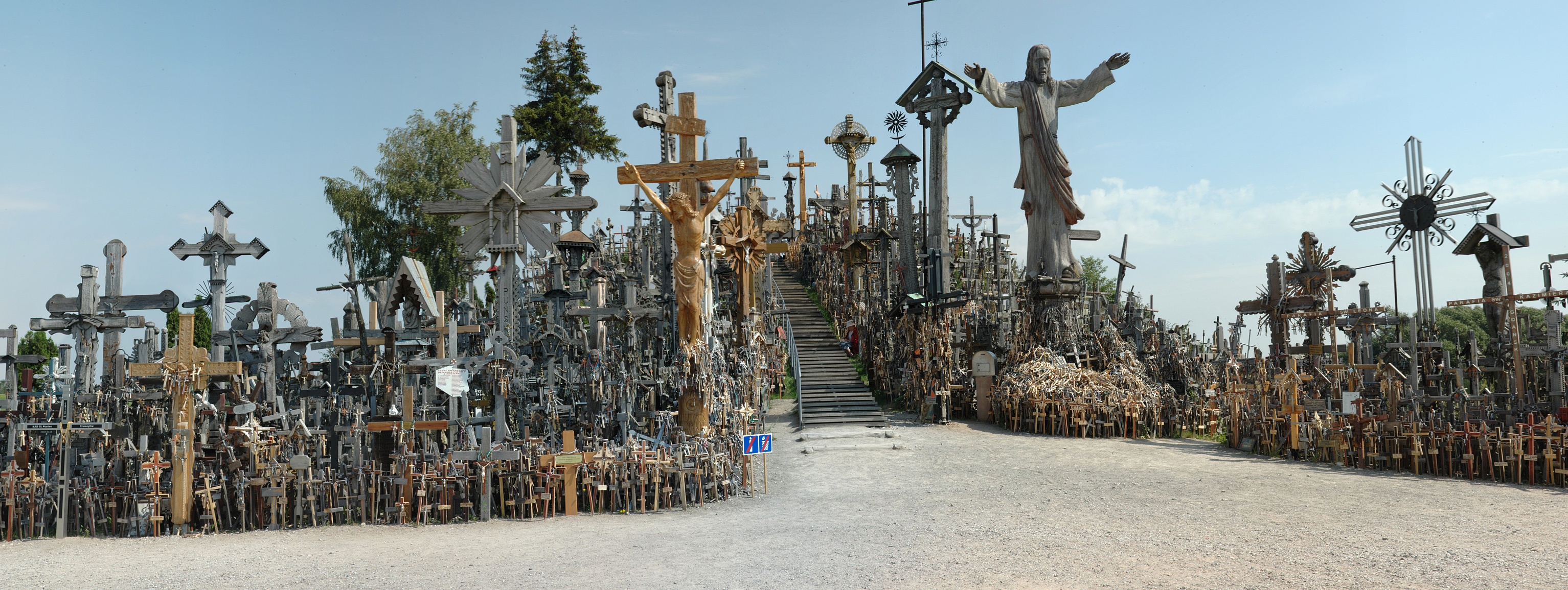
Гора Хрестів близько Шяуляй

Згідно з переписом 2001 р., 79 % литовців належали до римо-католицької церкви.
Литва була історичною батьківщиною значної єврейської громади та важливим центром єврейської ученості і культури XVIII ст., поки громада, що налічувала близько 160 000 осіб до Другої світової війни, не була майже повністю знищена за часів Голокосту.
Основні результати перепису 2001 р. по релігії такі:
- Римо-католицька церква — 79,0 % (2 752 000)
- Православні — 4,1 % (142 000)
- Православні (старообрядці) — 0,8 % (27 100)
- Лютерани — 0,6 % (19 600)
- Інші релігії — 0,3 % (11 000).
- Реформатська церква — 0,2 % (7 100)
- Свідки Єгови — 0,1 % (3 500)
- Юдаїзм — 0,1 % (3 400)
- мусульмани-суніти — 0,1 % (2 900)
- Харизмати — 0,06 % (2 200)
- П'ятидесятники — 0,04 % (1 300)
- Стара релігія Балтії — 0,04 % (1 300)

### Урбанізація

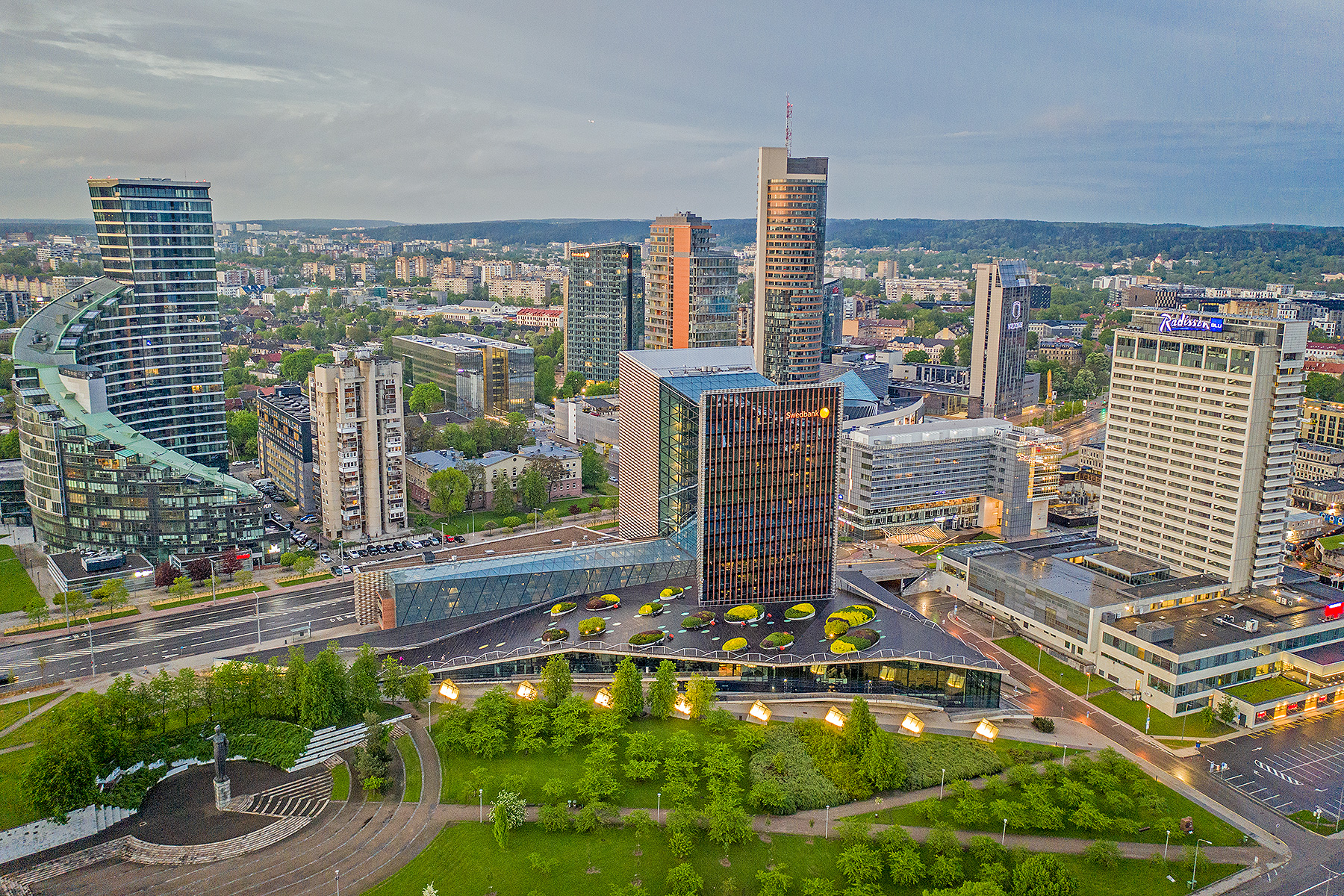
Сучасна панорама міста Вільнюс

До початку XXI ст. приблизно дві третини від загальної чисельності населення Литви проживало в містах. Найбільшим містом є Вільнюс, потім Каунас, Клайпеда, Шяуляй і Паневежис.

### Якість життя
З 2012 р. тривалість життя становила 70,7 років для чоловіків і 80,7 — для жінок, дитяча смертність становила 6,2 на 1000 народжених. Щорічний приріст населення збільшився на 0,3 % в 2007 р. На 30,4 чоловік зі 100 000, у Литві спостерігається різке зростання самогубств в пострадянські роки, що становить найвищий рівень самогубств у світі. У 1996 р. він був в розмірі 49,1 на 100 000 населення в світі. Литва також має найвищий рівень убивств в ЄС.

## Адміністративний поділ
Територія Литви розділена на 10 повітів (лит. apskritis). Повіти утворюють території самоврядувань (лит. savivaldybė) 9 міст і 43 районів, а також 8 знову утворених самоврядувань. Самоврядування діляться на староства (лит. seniūnija).
|  | - Алітуський повіт - Вільнюський повіт - Каунаський повіт - Клайпедський повіт - Маріямпольський повіт - Паневежиський повіт - Тауразький повіт - Тельшяйський повіт - Утенський повіт - Шяуляйський повіт |

## Політика

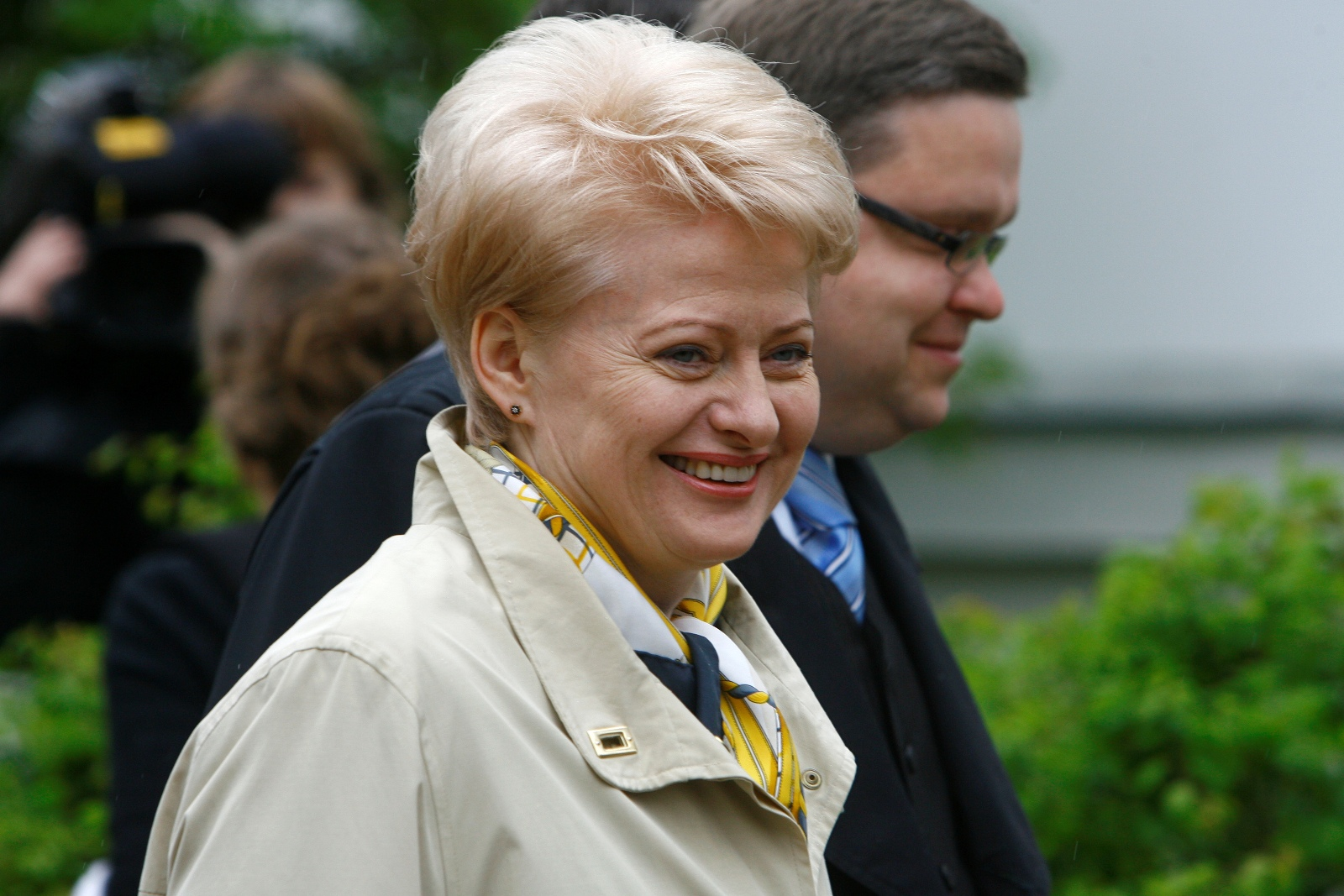
Даля Грибаускайте, президент Литви у 2009—2019 роках

Литва була однією з перших країн у світі, яка надала жінкам право голосу на виборах. Литовські жінки отримали право голосувати згідно з Конституцією Литви 1918 року та вперше скористалися цим правом у 1919 році. Тим самим Литва дозволила це раніше, ніж такі демократичні країни, як Сполучені Штати (1920), Франція (1945), Португалія (1948), Швейцарія (1971).
З того часу, як Литва проголосила відновлення незалежності 11 березня 1990 року, вона зберегла сильні демократичні традиції. Перші загальні вибори після проголошення Незалежності відбулися 25 жовтня 1992-го, 56,75 % від загального числа виборців підтримали нову Конституцію. Були інтенсивні дебати про конституцію, в особливості про роль президента. Окремий референдум був проведений 23 травня 1992 р. для оцінки громадської думки з цього питання, а 41 % усіх виборців підтримали відновлення Президента Литви. За поясненням Конституційного Суду Литовської Республіки від 10 січня 1998 року Литовська Республіка є парламентською республікою з деякими атрибутами напівпрезидентської системи.
У серпні 2022 року було оголошено про плани внести зміни до законодавства, які повинні були позбавляти людей набутого ними громадянства за очорнення імені країни.

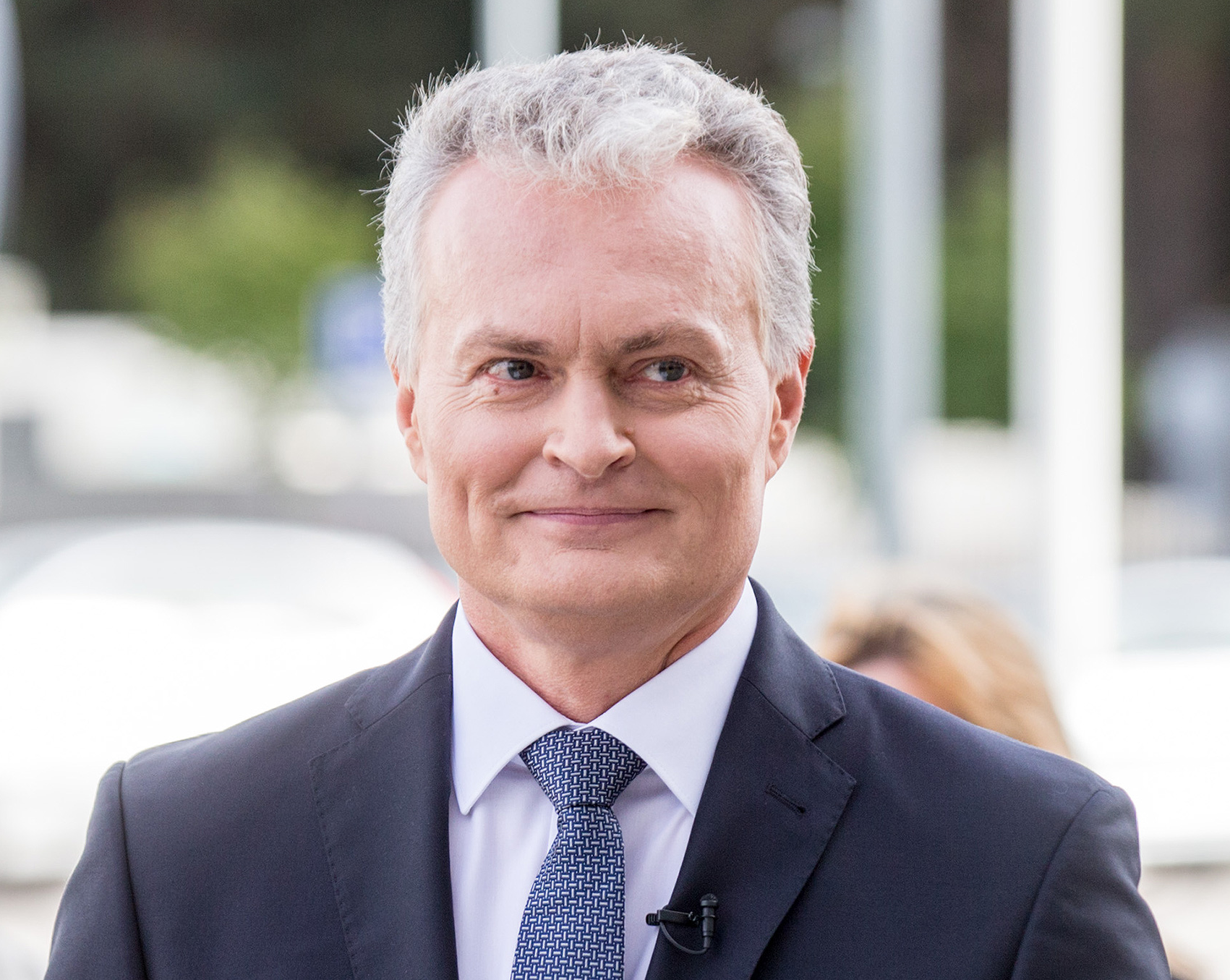
Президент від 12 липня 2019

### Зовнішня політика

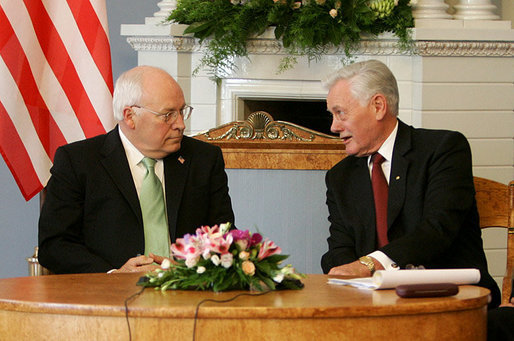
Зустріч Президента Литви Валдаса Адамкуса (праворуч) з віцепрезидентом США Діком Чейні у Вільнюсі (травень 2006)

Литва стала членом ООН 18 вересня 1991 року, і є учасником низки її організацій та інших міжнародних угод. Вона також є членом Європейського Союзу, Ради Європи, Організації з безпеки і співробітництва в Європі, НАТО та Північно-Атлантичної координаційної ради. Литва набула членства в СОТ 31 травня 2001-го. Вона також прагне набути членства в ОЕСР та інших західних організаціях.
Литва встановила дипломатичні відносини з 149 країнами.
2011 року в Литві відбулася зустріч Ради міністрів Організації з безпеки і співробітництва в Європі. З 1 липня 2013 р. Литва взяла на себе роль голови Ради Європейського Союзу.
Литва є активним членом у співпраці між Північними країнами Європи і Балтійської Ради з моменту її створення в 1993 р. Балтійська Рада є організацією міжнародного співробітництва, розташована в Таллінні. Працює через Балтійську Асамблею та Балтійську Раду Міністрів.
Литва співпрацює з Північними та двома іншими країнами Балтії через формат NB8. Інший аналогічний формат, який називається NB6, об'єднує Північні та Балтійські країни-члени ЄС. Основна мета NB6 — обговорення та узгодження позицій, перш ніж представляти їх у Раді Європейського Союзу та на нарадах міністрів закордонних справ ЄС.
Рада країн Балтійського моря була створена у 1992 року в Копенгагені як неофіційний регіональний політичний форум, головною метою якого є сприяння процесу інтеграції та партнерських тісних контактів між країнами регіону. Членами РДБМ є Данія, Естонія, Фінляндія, Німеччина, Ісландія, Латвія, Литва, Норвегія, Польща, Росія, Швеція та Європейська Комісія. Державами-спостерігачами є Білорусь, Франція, Італія, Нідерланди, Румунія, Словаччина, Іспанія, Сполучені Штати, Сполучене Королівство, Україна.
Співпраця між Радою Міністрів Північних Країн та Литви є політичним співробітництвом, через яке обмін досвідом сприяє реалізації спільних цілей. Одним з найважливіших функцій є виявлення нових тенденцій і нових можливостей для спільної співпраці.
Литва, разом з двома іншими країнами Балтії, є членом Північного інвестиційного банку та співпрацює в освітній програмі NORDPLUS.

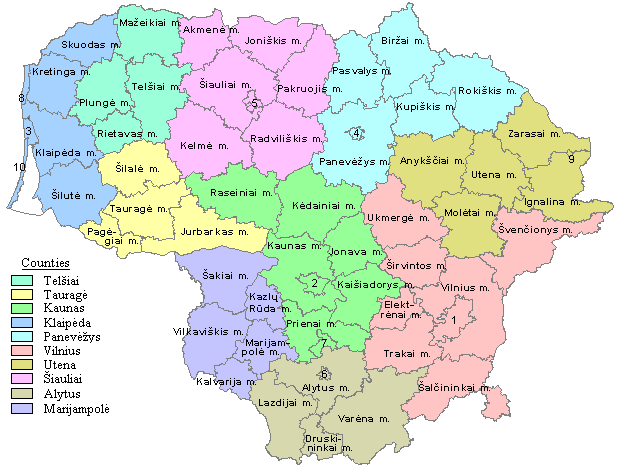
Литва поділена на 10 повітів та 60 муніципалітетів (міста, райони, самоврядування)

9 липня 2021 року Литва почала встановлювати загородження (завдовжки 30 км) на кордоні з Білоруссю для припинення потоку мігрантів. В останні місяці в Литві спостерігався сплеск міграції, який йшов з боку сусідньої Білорусі, через що виникла негайна потреба у нових інженерних загороженях на кордоні. Прикордонники затримали близько 1500 осіб, які перейшли кордон Литви з Білорусі, більшість з них — з Близького Сходу та Африки.

## Економіка
Литва — розвинена індустріально-аграрна країна. Основні галузі промисловості: електромоторна, радіоелектронна, нафтопереробна, кораблебудівна, харчова, сільськогосподарське машинобудування, оптичне обладнання, гірнича. Найбільшу частку валової пром. продукції дають харчова, легка, машинобудівна і металообробна галузі промисловості. Транспорт — залізничний, автомобільний, річковий, морський. Гол. морський порт — Клайпеда. Гол. річковий порт — Каунас.
За даними [Index of Economic Freedom, The Heritage Foundation, U.S.A. 2001]: ВВП — $ 8 млрд. Темп зростання ВВП — 5,1 %. ВВП на душу населення — $ 2197. Прямі закордонні інвестиції — $ 611 млн. Імпорт — $ 4,9 млрд (г.ч. Росія — 21,2 %, Німеччина — 16,0 %, Польща — 6,0 %, Італія — 4,4 %). Експорт — $ 3,9 млрд (г.ч. Росія — 16,5 %, Німеччина — 13,1 %, Латвія — 11,1 %, Білорусь — 8,8 %, Україна — 7,8 %).
З аграрної країни до середини 1970-х Литовська РСР перетворилася в індустріально-аграрну республіку. Провідними галузями промисловості стали машинобудування і металообробна, а харчова і легка промисловість не втратили свого значення. Були створені нові галузі — хімічна, мікробіологічна і нафтопереробна. Побудовані великі підприємства, серед яких — станкобудівний завод «Жальгіріс», Клайпедський суднобудівний завод «Балтія», Паневезький «Екранас», Шауляйський телевізійний, завод «Азотас» в Йонаве, Клайпедський домобудівельний комбінат, Утенська трикотажна фабрика, Алітусський м'ясокомбінат і інші. У 1959 була пущена Каунаська ГЕС, а в 1983 перший блок Ігналінської АЕС. Значні зміни сталися в сільському господарстві. До 1952 була завершена примусова колективізація, більшість сільських жителів переселилися в колгоспи і радгоспні селища. Здійснювалася механізація і спеціалізація сільського господарства, були встановлені тверді плани закупівлі продукції. Найшвидшими темпами розвивалося м'ясне і молочне тваринництво.
Литва, відновивши незалежність, почала економічні реформи, в основі яких лежала програма приватизації промислових підприємств, аграрного сектора, зв'язку. Був створений Литовський банк, проведена лібералізація цін, введена національна валюта — лит. Внаслідок реструктуризації частина підприємств була закрита, частина («Вільняус Вінгис», «Екранас» і інш.) переорієнтована на світовий ринок.
1 січня 2015 року Литва увійшла до Єврозони, протягом двох тижнів в обігу одночасно перебувають стара валюта — лит та нова — євро. З 16 січня 2015 року лит виводиться з обігу. Встановлений фіксований курс обміну €1= LTL 3.45280.

### Промисловість Литви
Промислові групи Литви:
1. Achemos grupė
2. MG Baltic (Utenos trikotažas, LNK, Mineraliniai vandenys etc.)
3. Pieno žvaigždės
4. SBA
5. Sanitas
6. VMG
7. Žemaitijos pienas.

### Азартні ігри
Азартні ігри в Литві є легальними в звичайних казино та з 2016 року — в інтернеті. В литві є 18 звичайних казино в 5 містах (Клайпеда, Каунас, Паневежис, Сауле, Вільнюс). Лотереї в Литві є законними, але завжди зобов'язані мати благодійну складову.

## Національні символи

Витязь на поштовій марці, 1991

### Vytis
Vytis (від слова «vyti», «vytis» — передоганяти, також укр: Погоня) — витязь, фігура білого литовського лицаря верхи на білому коні, що захищає Батьківщину від ворогів.
Vytis був символом Великого Князівства Литовського, а в 1918 р. став гербом як першої Литовської так і першої Білоруської республік. В 1988 р. після заборони під час радянської окупації Vytis знову став національним символом відродженої Литовської Республіки.
Перше зображення білого вершника на білому коні як символу Литовської держави датується 1366 р., тим самим Vytis належить до найдавніших державних гербів Європи.

### Ґедимінові стовпи
Ґедимінові стовпи або колони Гедиміна (біл. Калюмны, пол. Słupy Giedymina, лит. Gediminaičių stulpai) — середньовічний символ Великого князівства Литовського, нині зображений на Великому гербі Литви.

### Христос страждальний (Rūpintojėlis)
Страдницька фігура, зображує Христа, що сидить і підпирає голову правою рукою. Такі дерев'яні скульптури можна побачити по всій країні на окраїнах міст і на узбіччі доріг (особливо в сільських місцевостях), а також біля костьолів, цвинтарів і приватних будинків.
Невеличкі фігурки також продаються як сувеніри в Вільнюсі та інших туристичних центрах.

### Kryžių Kalnas
Kryžių Kalnas або «Гора Хрестів» знаходиться біля міста Шауляй.

### Бурштин
Бурштин символізує Балтійське море та балтійські племена, які заселили його береги тисячі років тому.

### Лелека

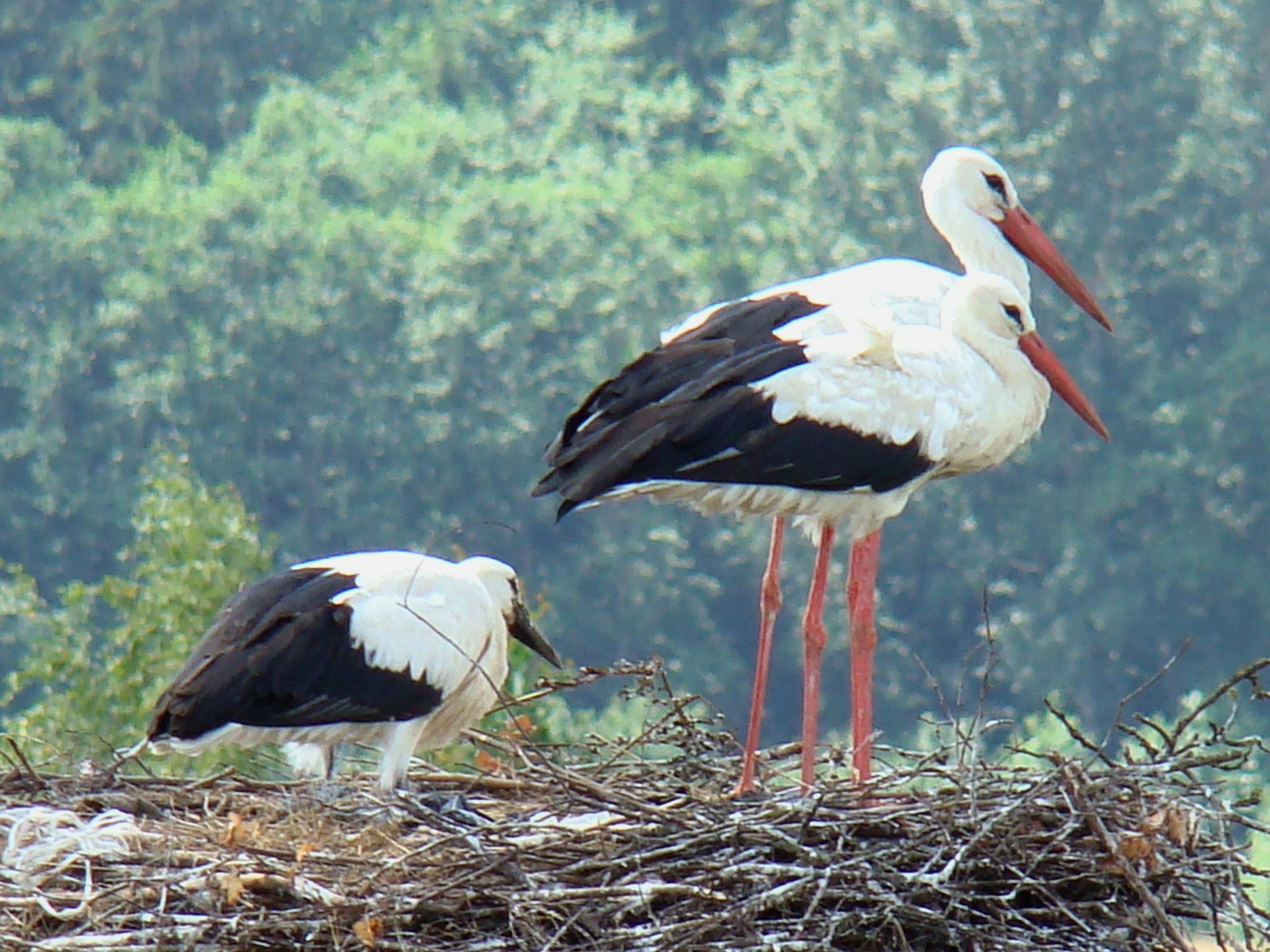
Гніздо білих лелек

Білий лелека є національним птахом литовців. Його часто можна побачити на полях і в селах. Лелеки мостять свої гнізда досить часто на дахах приватних будинків. Лелеку вважають в Литві символом щастя.

### Льон
Рослина — символ нації. Народні строї, а особливо хустки, виготовлені з льону, були і є дуже популярними в Литві.

### Св. Казимир
Св. Казимир (лит: Kazimieras) є національним святим Литви на честь шанованого у цій країні королевича Казимира, проголошеного святим Вселенської Церкви у 1602 році. Св. Казимира вважають головним покровителем Литви, патроном молоді, оберігачем цнотливого життя та опікуном ремісників. Щороку в суботу і неділю перед 4 березня в Старомісті Вільнюса відбувається ярмарок св. Казимира, куди з'їжджаються народні умільці зі всієї Литви та із-за її меж, які до цієї події готуються часом і протягом року. На ярмарку мешканці Вільнюса і його гості можуть придбати унікальні, притаманні тільки цьому краєві традиційні вироби (наприклад, Вільнюські верби — Великодні пальми), різноманітні предмети ужиткового призначення та ознайомитися із старими, вже призабутими ремеслами.

## Культура

### Музика
Однією з найстаріших народних пісень є «Už kalnelio ežerėlis» (за пагорбом є озерце).
Однією з найвідоміших народних пісень є «Oj Šermukšnio» (лит. Ой горобина). Широкої популярності здобула у виконанні групи Ugniavijas  .

## Туризм
Основні центри туризму в Литві — Вільнюс, багатий на історичні та архітектурні пам'ятки, Паланга з її піщаними пляжами і санаторіями, Клайпеда, Каунас. Розвитку туризму в Литві сприяє різноманітність та привабливість її ландшафтів. По території Литви проходить багато туристичних маршрутів, включно з відвідуванням старовинних литовських міст, оглядом визначних пам'яток, відпочинком на Балтійському морі, річках і озерах. Популярними є водні прогулянки по Ігналінських озерах, річках Німан, Нярис, Мінія.